# Rudolf Lettinger
Rudolf Lettinger, né le 26 octobre 1865 à Berlin et mort le 21 mars 1937  à Berlin, est un acteur allemand.

## Filmographie partielle
- 1918 : Halkas Gelöbnis d'Alfred Halm
- 1919 : Die Herrin der Welt de Joe May, Josef Klein, Uwe Jens Krafft et Karl Gerhardt
- 1919 : Harakiri de Fritz Lang
- 1920 : Les Araignées de Fritz Lang
- 1920 : Le Cabinet du docteur Caligari de Robert Wiene
- 1920 : Napoleon und die kleine Wäscherin d'Adolf Gärtner
- 1920 : Whitechapel de Ewald André Dupont
- 1920 : Les Frères Karamazov (Die Brüder Karamasoff) de Carl Froelich et Dimitri Buchowetzki
- 1923 : Tragödie der Liebe de Joe May
- 1926 : La Bonne Réputation de Pierre Marodon
- 1927 : Maquillage (Da hält die Welt den Atem an) de Felix Basch
- 1927 : Petronella de Hanns Schwarz
- 1928 : Luther – Ein Film der deutschen Reformation de Hans Kyser
- 1928 : La Grande Aventurière (Die große Abenteuerin) de Robert Wiene
- 1931 : Émile et les détectives de Gerhard Lamprecht